# پیشمرگه
پیشمرگه (به کردی کرمانجی: Pêşmerge، به کردی سورانی: پێشمه‌رگه) اصطلاحی برای اشاره به نیروهای مسلح کرد است. این اصطلاح  نخستین بار در سال ۱۳۲۴ پس از تأسیس جمهوری مهاباد در نام‌گذاری نیروهای نظامی کشور تازه تأسیس‌شده استفاده و از آن پس  وارد ادبیات کردی شد. در زبان فارسی، به‌ویژه در تمامی دوران جنگ ایران و عراق، در تمامی رسانه‌ها به طور استاندارد از واژهٔ فارسی پیشمرگ‌های کُرد برای اشاره به این گروه‌ها استفاده می‌شد. 
در تاریخ سیاسی و مبارزاتی مردم کردستان، سازمان‌های سیاسی و احزاب مختلفی از جمله سازمان خبات کردستان ایران، حزب دموکرات کردستان ایران، حزب دموکرات کردستان عراق، اتحادیه میهنی کردستان و احزاب فعال با نام کومله، پارت آزادی کردستان، نیروهای مسلح خود را با نام پیشمرگ سازمان داده‌اند. این در حالی است که حزب کارگران کردستان، حزب حیات آزاد کردستان و حزب اتحاد دمکراتیک برای مشخص کردن نیروهای مسلح خود، به جای کلمهٔ پیشمرگه از گریلا که (برگرفته از واژه انگلیسی Guerrilla به معنی چریک) استفاده می‌کنند.همچنین در تاریخ کردستان همواره زنان در کنار مردان جنگیده‌اند و لفظ پیشمرگه یا گریلا برای آنان نیز به کار می‌رود.
واژه پیشمرگ در زبان فارسی نیز قدمت زیادی دارد. در قدیم به اشخاصی که غذای مشکوکی را برای اطمینان از سمی نبودنش، پیش از صرف آن غذا توسط شاه، می‌چشیدند یا جلوتر از شاه یا شخص بزرگ دیگری به گذرگاه خطرناکی وارد می‌شدند پیشمرگ (شاه) می‌گفتند، که در کردستان به افرادی که از مکانی پاسداری و حفاظت کنند از واژه پیشمرگان استفاده می‌کنند. البته در دوره قاجاریه و پهلوی این واژه رایج بود.

## کاربرد در کردستان عراق
در حال حاضر قوی‌ترین نیروی پیش‌مرگ در کردستان عراق و در حدود تقریبی ۲۰۰ هزار پیش‌مرگ با سلاح‌های سنگین و سبک است.

### درجه‌های نظامی در نیروی پیشمرگ کردستان عراق
| ستوان دوم (جێدار) | ستوان یکم (جێداری یه‌که‌م) | سروان (پێشه‌نگ) | سرگرد (پێشڕه‌و) | سرهنگ دوم (پێشکار)     |
| ----------------- | ------------------------ | -------------- | -------------- | ---------------------- |
|                   | بێچوارچێوە               | بێچوارچێوە     | بێچوارچێوە     | بێچوارچێوە             |
| سرهنگ (سه‌رهه‌نگ)   | سرتیپ (سه‌رتیپ)           | سرلشکر (سالار) | سپهبد (سه‌ردار) | ارتشبد (سه‌رداری یه‌که‌م) |
| بێچوارچێوە        | بێچوارچێوە               | بێچوارچێوە     | بێچوارچێوە     | بێچوارچێوە             |

### آموزش
از حدود سال ۲۰۱۷ آلمان برای مبارزان کرد در عراق که با تروریست‌های دولت اسلامی می‌جنگند سلاح تهیه می‌کند. حالا مدتی است که در شمال عراق مردان و زنان پیشمرگه نیز توسط مربیان آلمانی برای جنگ با داعش آموزش نظامی می‌بینند. اخیراً اورزولا فون درلاین، وزیر دفاع آلمان از کمپ آموزش نظامی پیشمرگه‌ها در کردستان عراق بازدید کرد. به رغم موازین قانونی که آلمان را از ارسال تجهیزات جنگی به مناطق درگیر مناقشه منع می‌کند، دولت فدرال از تابستان ۲۰۱۴ تا کنون، موشک‌های ضد تانک و سلاح‌های پیشرفته و خودکار به اربیل می‌فرستد. چند ماه پیش‌تر، کردها فهرستی از تجهیزات مورد نیاز خود از جمله تعداد دیگری از موشک‌های ضد تانک میلان و مهمات لازم برای مسلسل‌های ارسالی را تحویل آلمان داده بودند. دولت آلمان علاوه بر تأمین این نیازها، کادر آموزشی اعزامی به اقلیم کردستان را نیز تقویت می‌کند. این نظامیان طرز کار با موشک میلان و فنون رزمی را به پیشمرگه‌ها خواهند آموخت. علت اصلی حمایت آلمان از کردها این است که آنها با کشورهای در حال نبرد با داعش متحد هستند. برلین در نظر دارد در سال ۲۰۱۶ بودجه کمک به اقلیم کردستان را تا ۴۰ میلیون یورو افزایش دهد.

## کاربرد در کردستان ایران
در کردستان ایران، نیروهای شبه‌نظامی احزاب کرد برای نامیدن نیروهای مسلح خود از واژۀ پیشمرگ یا پیشمرگه استفاده می‌کنند. به‌طور مشخص در حال حاضر نیروهای مسلح حزب دموکرات کردستان، حزب دموکرات کردستان ایران، کومله سازمان کردستان حزب کمونیست ایران، حزب کومله کردستان ایران، سازمان خبات انقلابی کردستان ایران، کومله زحمتکشان کردستان، حزب آزادی کردستان، حزب رزگاری، سپاه رزگاری کردستان و سازمان خبات انقلابی کردستان ایران پیشمرگه نامیده می‌شوند. حزب حیات آزاد کردستان به جای این واژه از واژۀ گریلا استفاده می‌کند.
در زمان اعتراضات کردها در انقلاب ایران که به درگیری‌های مسلحانۀ گسترده‌ای در کردستان ایران انجامید، نیروهای دو سازمان فدایی، یعنی چریک‌های فدایی خلق ایران (ارتش رهایی‌بخش خلق‌های ایران) و سازمان چریک‌های فدایی خلق ایران-اقلیت نیز از این واژه استفاده کرده و نیروهای مسلحانۀ خود را در کردستان ایران به جای چریک «پیشمرگۀ فدایی» می‌نامیدند.

## نگارخانه

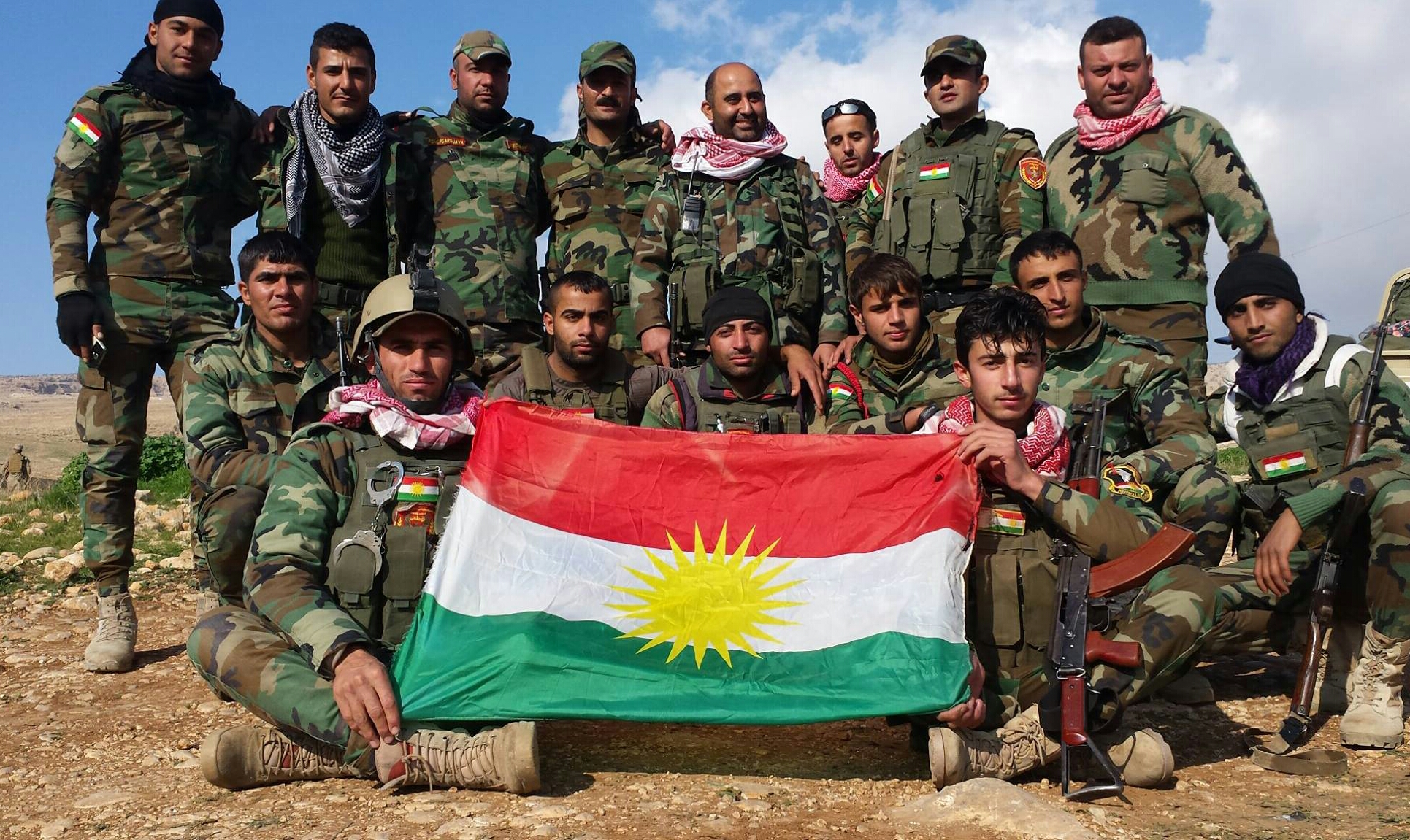

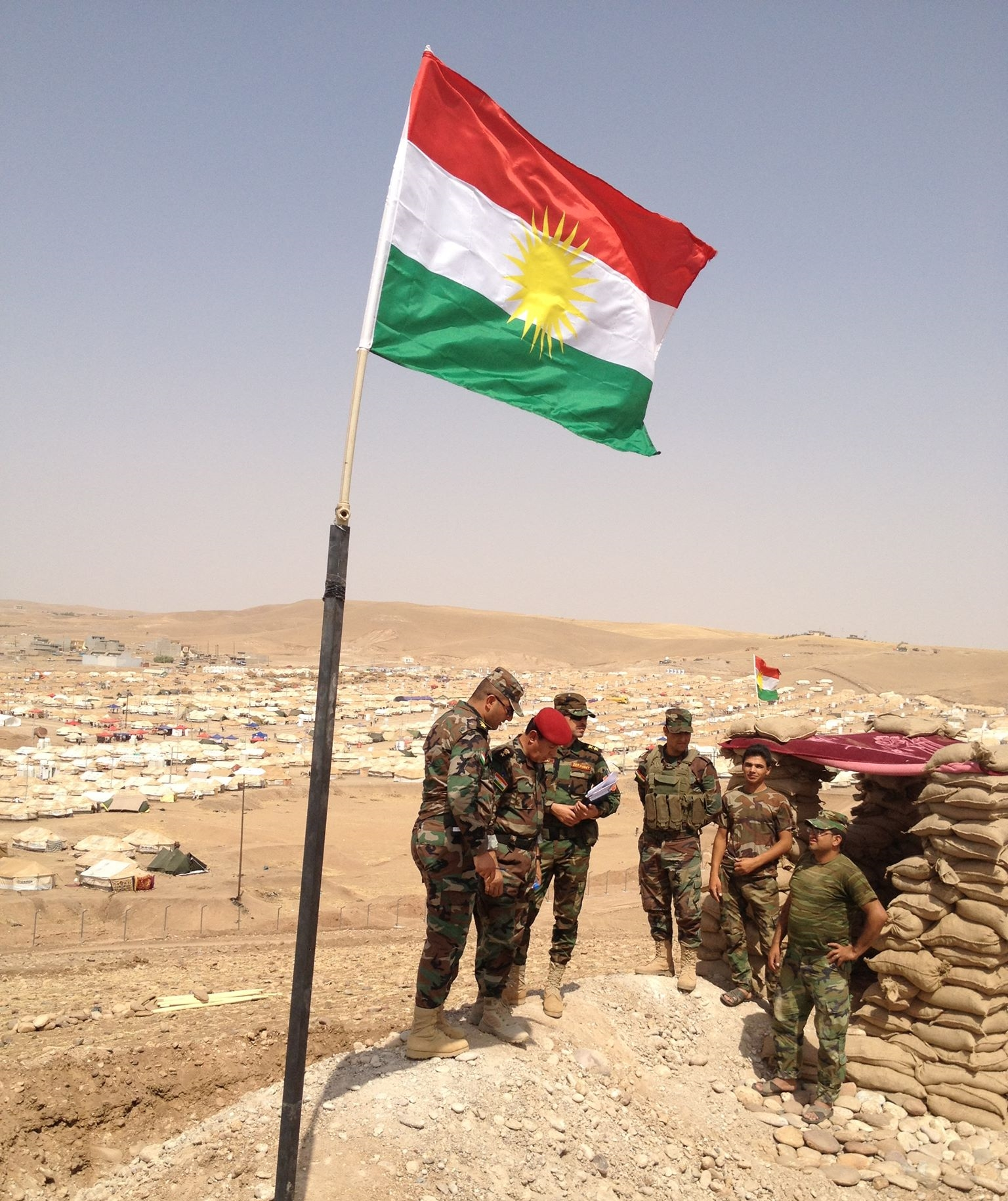
نیرو های پیشمرگه

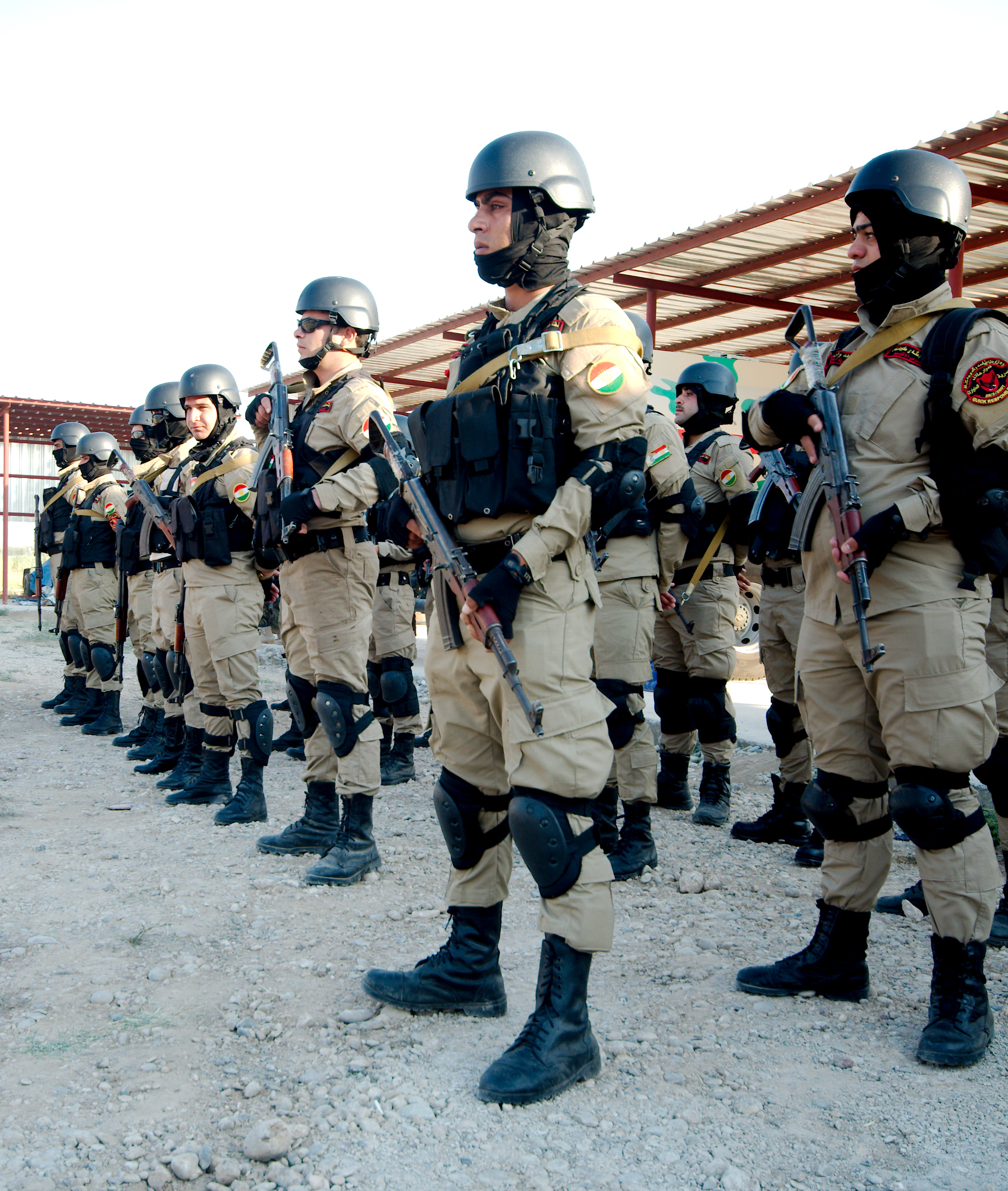
نیروی ویژه پیشمرگ